# Pogona
Pogona  (лат.) — род ящериц из семейства агамовых, обитающий в Австралии.

## Описание
Общий размер представителей этого рода колеблется от 32,5 до 60 см. Туловище сжатое с толстой поперечной складкой на горле. Отсутствует спинной гребень, состоящий из большого заострённой чешуи. Впереди клоачного отверстия и на бёдрах есть строка мелких бедренных и анальных пор. Цвет кожи коричневый, сероватый, желтоватый, буроватый, оливковый. Способны изменять цвет. Имеют крепкие челюсти, конечности и пальцы. У этих агам довольно большие горловые сумки. У самцов в период спаривания они становятся чёрными.

## Образ жизни
Предпочитают сухие каменистые полупустыни с редкими кустарниками, редколесья. Быстро передвигаются по земле на вытянутых лапах. Также, способны бегать на задних лапах, подпрыгивать вверх. Активны днём. 
В случае опасности для устрашения врагов надуваются и широко разевают рты. Потом раздвигают острые колючки (как у ежа) на подбородке, благодаря чему возникает впечатление бороды. 
Для человека данные агамы безопасны. Представляют опасность только для маленьких ящериц и то, только в том случае, если они случайно окажутся у них перед носом. 
Питаются различными бабочками, в частности шелкопрядами, насекомыми, червями, зелёными овощами, тыквой, бобовыми, свеклой, лепестками роз, фруктами.

## Размножение
Это яйцекладущие ящерицы. Самки откладывают до 24 яиц.

## Распространение
Являются эндемиками Австралии.

## Классификация
На июль 2018 года в род включают 7 видов:
- Pogona barbata (Cuvier, 1829) — Бородатая ящерица, или бородатая агама
- Pogona henrylawsoni Wells & Wellington, 1985
- Pogona microlepidota (Glauert, 1952) — Малочешуйчатый амфиболурус
- Pogona minor (Sternfeld, 1919) — Карликовый амфиболурус
- Pogona mitchelli (Badham, 1976) — Амфиболурус Митчелла
- Pogona nullarbor (Badham, 1976)
- Pogona vitticeps (Ahl, 1926)

## Галерея
- Амфиболурус Митчелла
- Карликовый амфиболурус
- Pogona henrylawsoni
- Pogona vitticeps